# Route nationale 13 (Belgique)
 (février 2021).
Si vous disposez d'ouvrages ou d'articles de référence ou si vous connaissez des sites web de qualité traitant du thème abordé ici, merci de compléter l'article en donnant les références utiles à sa vérifiabilité et en les liant à la section « Notes et références ».
Pour les articles homonymes, voir Route nationale 13.
La route nationale 13 est une route nationale située dans la province d'Anvers en Belgique. Elle relie Lierre à Punt, près de Geel. Elle est longue d'environ 29,6 km.

## Tracé
Le tracé débute au sud de Lierre, à l'intersection de la nationale 10, du ring 16 et de la nationale 13. Sur une longueur d'un kilomètre, le tracé est partagé avec le ring 16 entourant la ville, jusqu'à l'intersection avec la Berlaarsesteenweg. La nationale continue sur une longueur de 600 mètres avant d'enjamber un canal. Elle continue ensuite sur une longueur d'un kilomètre en enjambant la rivière Leibeek et un chemin de fer avant d'entrer sur la commune de Nijlen. Le tracé sur cette commune est long de 8,9 km. La nationale passe dans le village de Kessel et dans le centre de la commune, en enjambant un chemin de fer et la rivière Nijlenbeek. Elle traverse ensuite sur une longueur de 6 km le sud de Grobbendonk et passe sous la route européenne 313, formant la sortie 20 de cette autoroute. La nationale traverse la commune de Herentals en partageant sur une longueur de 2,1 km le ring 15, entourant sur une grande partie la commune, de l'intersection avec la rue Hemeldonk jusqu'à l'intersection avec la Stadspoortstraat, dite N13a, qui se termine dans le centre-ville, de la nationale 153 en direction de la route européenne 34, et d'un pont enjambant un canal et qui est la continuité de la route nationale 13. La nationale coupe la petite commune d'Olen sur 4,2 km puis traverse la commune de Geel sur une longueur de 1,7 km jusqu'à l'intersection de la nationale 19. C'est la fin du tracé.

## Infrastructures
On compte cinq ponts dont un remarquable, à l'ouest de Herentals, ainsi que deux passages à niveau. Au niveau de la sortie d'autoroute se situe le poste de Circulation de Grobbendonk de la Police Fédérale.